# Bouw- en Plantlust
Bouw- en Plantlust is een monumentale boerderij in Kamperland in de provincie Zeeland.
De boerderij stamt uit 1823 en heeft vooral een akkerbouwfunctie. Los van het woonhuis van de boerderij staat een grote karakteristiek Zeeuwse schuur van zwartgeteerde planken met een rieten wolfsdak. Het dak werd in 2004 gerestaureerd, omdat het in zeer slechte staat verkeerde. Naast het woonhuis en de schuur is de fraaie beplanting van het erf beschermd. In de schuur zijn appartementen aangebracht voor vakantiegasten en op de boerderij wordt een minicamping gerund.

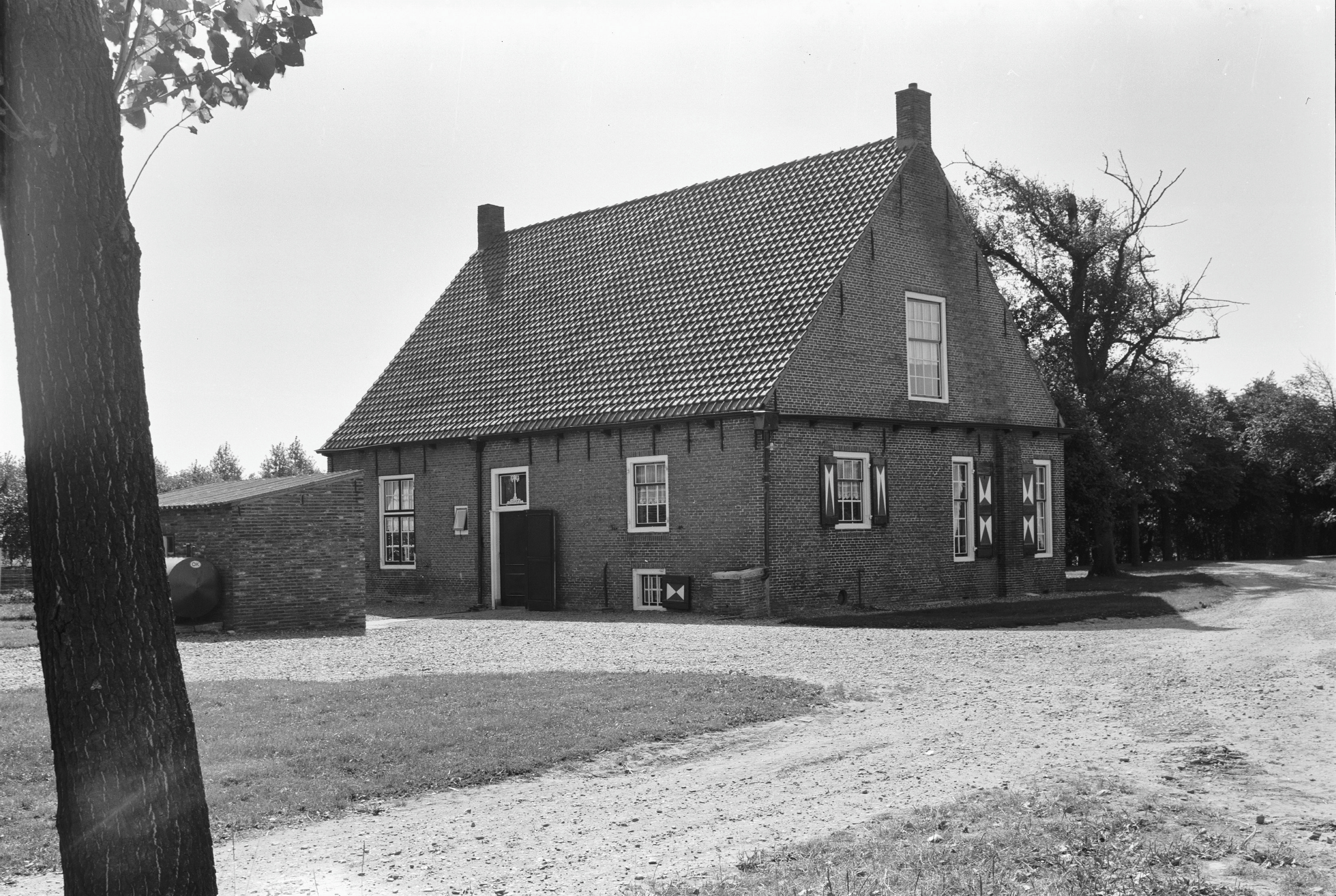
Woonhuis (1964)
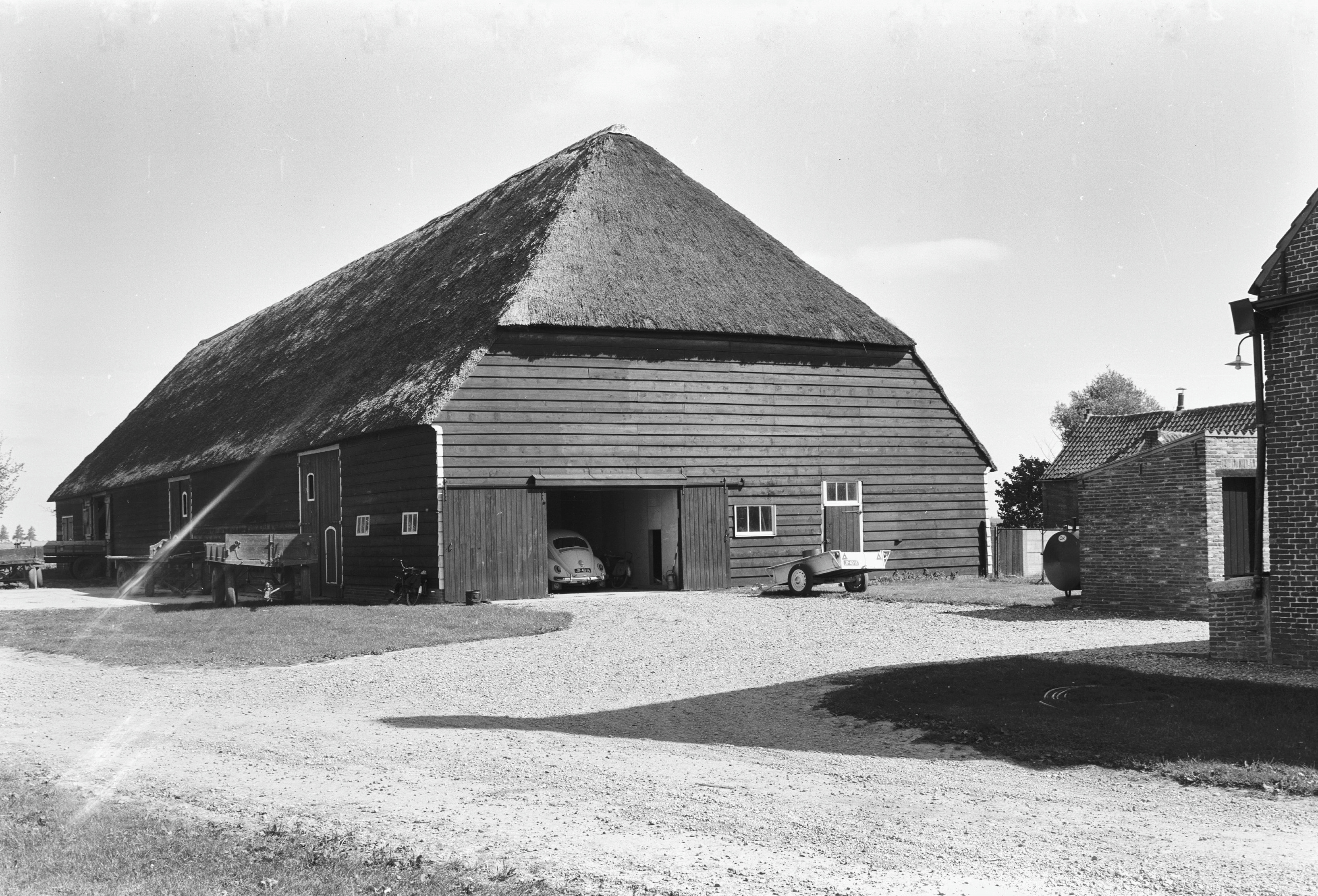
Schuur (1964)